# نصب سلافات يولاييف التذكاري
نصب سلافات يولاييف التذكاري (بالروسية: Памятник Салавату Юлаеву)؛ (بالباشقيرية: Салауат Юлаев һәйкәле)‏ نصب تذكاري لسلافات يولاييف في أوفا في روسيا، تم بنائه في عام 1967. يتم تمثيل النصب في شعار باشكورستان.

## التاريخ
سمع سوسلانبيك تافاسييف لأول مرة عن سلافات يولاييف في يوليو 1941، عندما تم إجلاؤه إلى باشكورتوستان من موسكو، حيث شنت شنت ألمانيا الحرب في 22 يونيو 1941 ضد الاتحاد السوفيتي. تم إجلاء عائلة سوسلانبيك تافاسييف إلى قرية ستريليبشيفو الباشكيرية. سمع تافاسيف خطابًا عاطفيًا في السوق من أحد السكان المحليين بأن البلاد بحاجة إلى أبطال مثل سلافات.
قرر النحات تصوير البطل في الوقت الذي يقود فيه سلافات الجيش لمساعدة بوغاتشيف إلى أورينبورغ (1774)، حيث يوقف الفارس حصانه على الجبل ويدعو الناس إلى الذهاب للقتال، فشكلت هذه اللحظة أساس مؤامرة التكوين. كان تافاسييف يفكر في التطور المستقبلي لأوفا وأراد التمثال أن يقف فيها لفترة طويلة وأن يكون مرئيًا من جميع الجهات، لذلك اختار واحدة من أعلى الأماكن في المدينة ، في نهاية شارع تشيشمينسكايا على تل قبل النزول إلى نهر أغيديل (بيلايا).
ارتبط تركيب التركيب المعماري في هذا المكان بصعوبات مالية، وضرورة هدم عشرات المنازل الخاصة وإعادة توطين الملاك، لكن النحات لم يوافق على إقامة النصب في مكان آخر. عمل تافاسييف في النصب التذكاري لمدة 20 عامًا.
تم الكشف عن النصب الذي أنشأه النحات الوطني والفنان الأوسيتيي الباشكيري سوسلانبيك تافاسييف في 17 نوفمبر عام 1967 وعلى ضفة نهر بيلايا المرتفعة في اوفا. أصبح النصب التذكاري لسلافات السمة المميزة لأوفا وكنزها الوطن، وتظهر صورة النصب التذكاري على شعار باشكورستان.
يبلغ النصب التذكاري 40 طنًا، ويحتوي على ثلاث نقاط ارتكاز فقط، ويصل ارتفاع النصب التذكاري إلى 9.8 متر، ومع قاعدة التمثال إلى 14م.
تم الانتهاء من النموذج الكامل للنصب المصنوع من الجبس بحلول عام 1963، ونوقش من قبل المتخصصين في موسكو واعتُمد رسميًا من قبل مجلس وزارة الثقافة في الاتحاد السوفيتي، ثم أحضره تافاسييف إلى أوفا حيث تم تركيبه في بهو أوبرا ومسرح باليه دولة الباشكير .
قام النحات بوضع اللمسات الأخيرة على النصب، مع مراعاة تعليقات سكان أوفا. تم صب التمثال لمدة شهر ونصف في مصنع لينينغراد «نحت النصب التذكاري». ولتعزيز التمثال، تم تركيب إطار فولاذي بداخله، مُدمجًا في قاعدة إسمنتية معززة مُررت من خلال أرجلها المريحة والجسم المجوف للحصان وشكل الفارس.
في عام 1970، حصل سوسلانبيك تافاسييف على جائزة جائزة الدولة السوفيتية عن النصب التذكاري لسلافات يولاييف.

## التكوين
النصب هو تمثال لسلافات يولاييف على حصان. يحمل سلافات سوطًا في يده اليمنى، والسيوف معلقة على جانبه الأيسر. النصب مصنوع من الحديد الزهر البرونزي، وقاعدة التمثال مصنوعة من الخرسانة المسلحة والمبطنة بألواح الغرانيت. تصطف المنطقة المحيطة بالنصب مع لوحات ملونة ومناظر طبيعية. النصب مسور بقضبان معدنية مخرمة.

## حقائق
- النصب هو مقصد هام للسياح، و يطل من الصخرة التي يقف عليها على نهر بيلايا والطبيعة المحيطة.
- يتم تضمين النصب في عجائب الدنيا السبع في باشكورتوستان.| ملف خارجي | ملف خارجي |
| --------- | --------- |

## معرض الصور

نصب سلافات يولاييف التذكاري على شعار باشكورستان.
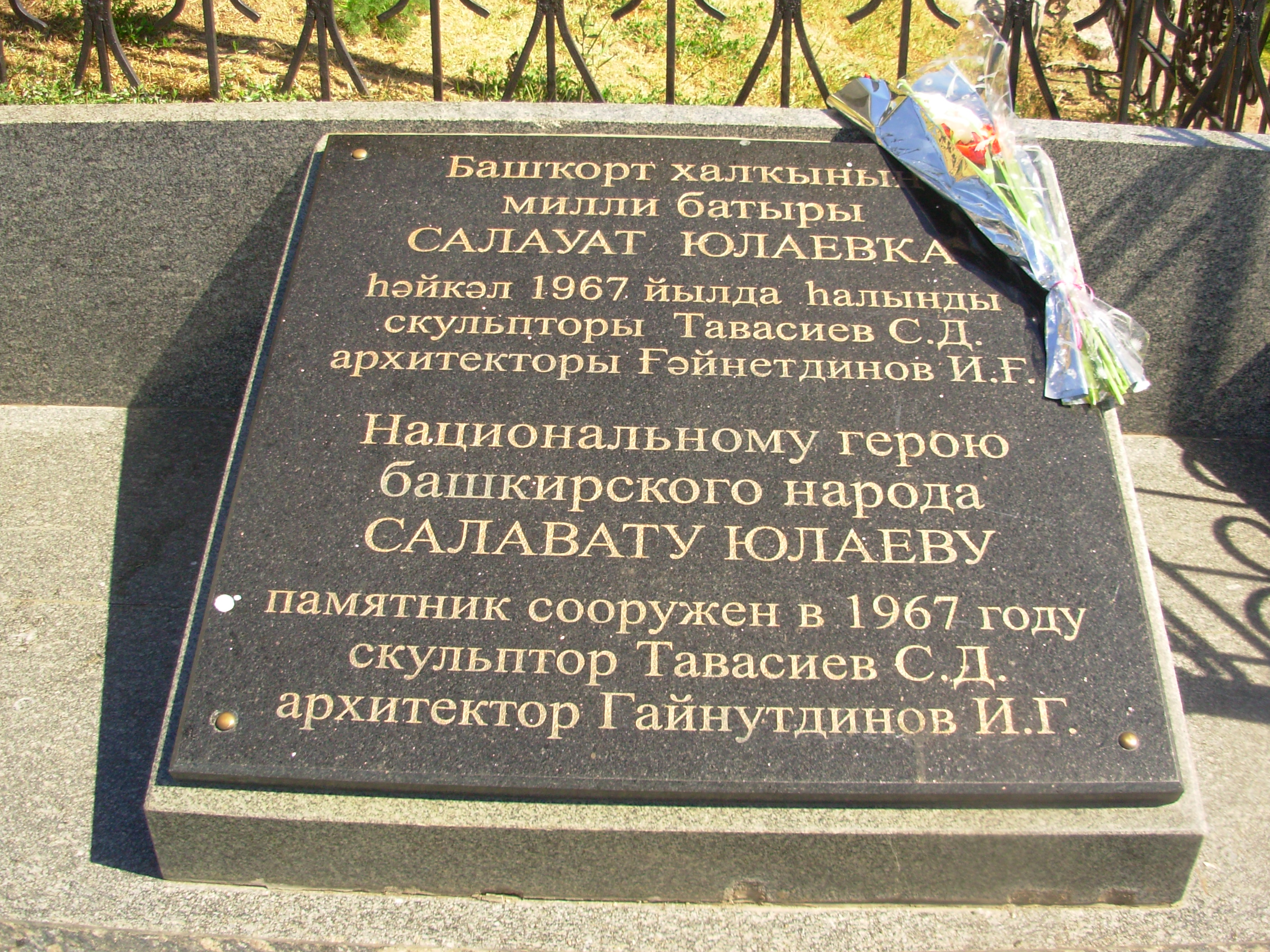
اللوح الموجود في النصب.